# Relations entre le Costa Rica et l'Inde
Les relations entre le Costa Rica et l'Inde sont les relations bilatérales de la république du Costa Rica et de la république de l'Inde.

## Histoire
Le Costa Rica a soutenu la position de l'Inde dans le conflit du Cachemire aux Nations unies en 1993 et 1994. Il a également voté contre le projet de résolution du Pakistan sur le Cachemire à la Commission des droits de l'homme des Nations unies à Genève en 1994.
L'Inde a nommé un consul honoraire à San José en 1995, et le Costa Rica a ouvert un consulat honoraire à New Delhi en 1996. Le Costa Rica a licencié ses consuls honoraires à Bombay et à Calcutta, avec l'intention d'ouvrir son ambassade en Inde en 1990. Cependant, les projets d'ouverture de l'ambassade ont été retardés. Le Costa Rica a annoncé son intention d'ouvrir une ambassade en 2007. L'ambassade à New Delhi a finalement été ouverte le 20 avril 2010. Elle a été desservie par une chargée d'affaires de juin 2010 jusqu'à la nomination du premier ambassadeur du Costa Rica en Inde en juin 2011. L'ambassade de l'Inde au Panama est conjointement accréditée auprès du Costa Rica.
La vice-présidente du Costa Rica, Ana Helena Chacon Echeverria, s'est rendue en Inde en octobre 2015. Plusieurs ministres des affaires étrangères, ministres du commerce extérieur et autres dignitaires costariciens se sont rendus en Inde depuis 1997. Depuis l'Inde, les visites de haut niveau au Costa Rica ont été effectuées au niveau de ministre d'État. La ministre d'État au commerce et à l'industrie, Daggubati Purandeswari (en), s'est rendu au Costa Rica en avril 2013 et le ministre d'État aux affaires extérieures, le général V.K. Singh (en), s'est rendu au Costa Rica en juillet 2015.
Les deux pays ont signé plusieurs accords bilatéraux, notamment des protocoles d'accord pour tenir des consultations régulières avec les ministères des affaires étrangères et pour renforcer la coopération économique et technique. Le Costa Rica et l'Inde ont signé un protocole d'accord pour créer un Centre d'excellence en technologie de l'information (CEIT) au Costa Rica en 2009. Des protocoles d'accord ont été signés entre les instituts du service extérieur de l'Inde et du Costa Rica, et l'Institut Sushma Swaraj du service extérieur (en) et l'Académie diplomatique du Costa Rica en mars 2015. Les premières consultations du Foreign Office entre l'Inde et le Costa Rica ont eu lieu en août 2012.